# سيد وارد
سيد وارد (بالإنجليزية: Syd Ward)‏ هو لاعب كرة قدم نيوزلندي، ولد في 5 أغسطس 1907 في سيدني في أستراليا، وتوفي في 31 ديسمبر 2010 في Featherston, New Zealand ‏ في نيوزيلندا. لعب مع Wellington cricket team ‏.

## وصلات خارجية
- سيد وارد على موقع إي آس بي آن كريك إنفو (الإنجليزية)